# Lijst van personen met een bipolaire stoornis
Deze pagina bevat een lijst van bekende personen met een bipolaire stoornis, bevestigd via hun eigen uitspraken of betrouwbare bronnen. Overleden personen worden alleen opgenomen bij brede academische erkenning. Alleen regelmatig genoemde gevallen in betrouwbare media worden toegevoegd.

## A
- Alvin Ailey, Amerikaanse choreograaf.[1]
- Chantal Akerman, Belgische filmregisseur, scenarist, kunstenaar en filmprofessor.[2]
- Sherman Alexie, inheems Amerikaanse dichter, schrijver en filmmaker.[3]
- Lily Allen, Engelse muzikant.[4][5]
- Louis Althusser, Franse marxistische filosoof.[6]
- August Ames, Canadese pornoactrice.[7]
- Michael Angelakos, Amerikaanse muzikant.[8]
- Adam Ant, Engelse muzikant en acteur.[9]
- Emilie Autumn, Amerikaanse zangeres en violist.[10]

## B
- Tyler Baltierra, Amerikaanse reality-tv-persoonlijkheid.[11]
- Maria Bamford, Amerikaanse komiek.[12][13][14]
- Marcel Barbeau, Canadese kunstenaar en schilder.[15]
- Maria Bello, producent, actrice en schrijver.[16][17]
- Max Bemis, muzikant.[18]
- Maurice Benard, acteur.[19][20]
- Benga, Britse muzikant en muziekproducent.[21]
- A. C. Benson, Engelse essayist, dichter en auteur.[22]
- Davone Bess, Amerikaanse voetballer.[23]
- Devika Bhushan, Indiaas-Amerikaanse kinderarts en volksgezondheidsprofessional.[24][25]
- Jayson Blair, Amerikaanse journalist.[26]
- Heston Blumenthal, Britse chef-kok, televisiepersoonlijkheid en schrijver.[27]
- Kemah Bob, Amerikaanse komiek.[28]
- Roscoe Geboren, Amerikaanse songwriter en acteur.[29]
- Paul Boyd, klassieke animator.[30]
- L. Brent Bozell Jr., Amerikaanse conservatieve activist en schrijver.[31]
- Russell Brand, Britse komiek, acteur, radiopresentator, auteur en activist.[32]
- Jonathan Brandis, Amerikaanse acteur.[33]
- Ronald Braunstein, Amerikaanse orkestdirigent.[34][35]
- Jeremy Brett, Engelse acteur.[36]
- Chris Brown, Amerikaanse zanger, songwriter, rapper, danser en acteur.[37]
- Tiffany Lee Brown, Amerikaanse schrijfster, kunstenaar en muzikant.[38][39]
- Frank Bruno, Britse bokser.[40][41][42]
- Barney Bubbles, Engelse grafisch kunstenaar.[43]
- Art Buchwald, humorist en Pulitzerprijs-winnaar.[44]
- Elbridge Ayer Burbank, kunstenaar en schilder.[45]
- Amanda Bynes, Amerikaanse actrice.[46]

## C
- Eoin Cameron, voormalig lid van het Huis van Afgevaardigden van Australië en radiopersonaliteit.[47][48]
- Robert Campeau, Canadese financier en vastgoedontwikkelaar.[49]
- Cosmo Campoli, Amerikaanse beeldhouwer en leraar.
- Mariah Carey, Amerikaanse singer-songwriter.[50]
- Aaron Carter, Amerikaanse zangeres.[51]
- Quincy Carter, American football quarterback.[52]
- Keisha Castle-Hughes, Nieuw-Zeelandse actrice.[53]
- Dick Cavett, komiek en televisiejournalist.[54]
- Eason Chan, Hong Kongse zanger en acteur.[55]
- Akio Chiba, Japanse manga-kunstenaar.[56]
- Angus Crichton, Australische rugbyspeler.[57]
- Rosemary Clooney, Amerikaanse zangeres en actrice.[58]
- Neil Cole, voormalig politicus van de Australische Arbeiderspartij.
- Samuel Taylor Coleridge, Engelse romantisch dichter.
- Mary Ellen Copeland, PhD, auteur, opvoeder en pleitbezorger voor geestelijke gezondheid.
- Francis Ford Coppola, Amerikaanse filmregisseur, producent en scenarist.[59]
- Patricia Cornwell, Amerikaanse misdaadschrijver.[60][61]
- Robert S. Corrington, Amerikaanse filosoof en hoogleraar filosofische theologie.[62]
- Michael Costa, voormalig politicus van de Australische Arbeiderspartij en penningmeester van New South Wales.[63]
- Sean Costello, Amerikaanse bluesmuzikant.[64]
- Vincent Crane, toetsenist van Atomic Rooster.[65]

## D
- Paul Dalio, Amerikaanse schrijver, regisseur en componist.[66]
- Penina Davidson, voormalig basketbalspeler aan de Universiteit van Californië-Berkeley.[67][68][69]
- Pete Davidson, komiek en acteur.[70]
- Ray Davies, Engelse componist.[71]
- Adam Deacon, Engelse filmacteur, rapper, schrijver en regisseur.[72]
- Swadesh Deepak, Indiase toneelschrijver, romanschrijver en schrijver van korte verhalen.[73]
- Nicolas Demorand, Franse journalist.[74]
- Johnny Depp, Amerikaanse acteur en muzikant.[75]
- Disco D, platenproducer en componist.[76]
- DMX, Amerikaanse rapper en acteur.[77]
- Gaetano Donizetti, Italiaanse componist.
- Mike Doughty, zanger van de alternatieve rockband Soul Coughing.[78][38]
- Robert Downey Jr., Amerikaanse acteur en filmproducent.[79]
- DPR Ian, Australische zanger, rapper en regisseur.[80]
- Richard Dreyfuss, acteur.[81]
- Patty Duke, actrice, auteur en pleitbezorger voor geestelijke gezondheid.[82]
- Faye Dunaway, Amerikaanse actrice.[83]
- Andy Dunn, medeoprichter en voormalig CEO.[84]

## E
- Thomas Eagleton, Amerikaanse senator.[85]
- Harlan Ellison, Amerikaanse schrijver.[86]
- Paul M. English, ondernemer.[87]

## F
- David Feherty, voormalig professioneel golfer.[88]
- Carrie Fisher, actrice en schrijfster.[81][89]
- Zelda Fitzgerald, Amerikaanse socialite en romanschrijfster.[90]
- Caroline Flack, Engelse actrice en televisie- en radiopresentatrice.[91]
- Helen Flanagan, Engelse model en actrice.[92]
- Tom Fletcher, Engelse zanger, songwriter, pianist en gitarist van McFly.[93][94]
- Larry Flynt, uitgever.[95]
- Ellen Forney, grafisch kunstenaar en cartoonist.[96]
- FouseyTube, Amerikaanse youtuber.[97]
- Connie Francis, zangeres.[98]
- Jennifer Frey, journalist.[99]
- Stephen Fry, acteur, komiek en schrijver.[81]
- Justin Furstenfeld, leadzanger van Blue October.[100]
- Tyson Fury, Britse professionele bokser.[101]

## G
- Game, rapper.[102]
- Alan Garner, romanschrijver.[103][104]
- Jeff Garlin, Amerikaanse acteur.[105]
- Paul Gascoigne, Engelse voetballer.[106]
- Isa Genzken, Duitse kunstenaar.
- Mel Gibson, acteur en regisseur.[107]
- Vincent van Gogh, Nederlandse kunstschilder.
- Selena Gomez, Amerikaanse singer-songwriter en actrice.[108]
- Matthew Good, Canadese muzikant.[109]
- Willa Goodfellow, Amerikaanse auteur en geestelijke.[110]
- Ben Gordon, voormalig NBA-speler.[111]
- Boon Gould, Britse muzikant.[112]
- Glenn Gould, Canadese pianist.[113]
- Philip Graham, uitgever en zakenman.[114][115]
- Emily Graslie, Amerikaanse wetenschapscommunicator en YouTube-docent.[116][117]
- Graham Greene, Engelse romanschrijver.[118][119]
- Everson Griffen, Amerikaanse footballspeler.[120]

## H
- Charles Haley, American football linebacker.[121]
- Terry Hall, zanger van The Specials.[122]
- Halsey, Amerikaanse zanger en songwriter.[123]
- Charles Hamilton, Amerikaanse hip-hopartiest.[124]
- Linda Hamilton, actrice.[125]
- Suzy Favor Hamilton, Amerikaanse voormalige middellangeafstandsloper.[126]
- Jeff Hammerbacher, datawetenschapper.[127]
- David Harbour, Amerikaanse acteur.[128]
- Anthony Hardy, Engelse seriemoordenaar.[129]
- Beth Hart, Amerikaanse zanger en songwriter.[130]
- Teddy Hart, Canadese professionele worstelaar.[131]
- Mariette Hartley, Amerikaanse actrice.[132][133]
- Doug Harvey, Canadese ijshockeyspeler.[134]
- Jonathan Hay, Australische voetballer.
- Ernest Hemingway, Amerikaanse journalist.[135][136][137]
- Drewe Henley, Britse acteur.[138]
- Kristin Hersh, muzikant van rockband Throwing Muses.[139]
- Derek Hess, ontwerper en beeldend kunstenaar.[140]
- Shane Hmiel, NASCAR-coureur.[141]
- Abbie Hoffman, politiek activist en anarchist.[142]
- Marya Hornbacher, schrijver.[143]
- Byron Houston, basketbalspeler.[144]
- Cat Hulbert, Amerikaanse kaartspeler.[145]
- Meg Hutchinson, Amerikaanse folk singer-songwriter.[146]
- Julian Huxley, Britse evolutionair bioloog, eugeneticus, en internationalist.
- Phyllis Hyman, Amerikaanse R&B singer-songwriter.[147]

## I
- Greg Inglis, voormalig Australisch representatieve rugby-voetballer en kapitein van South Sydney Rabbitohs.[148]

## J
- Jesse Jackson, Jr., voormalig lid van het Huis van Afgevaardigden van de Verenigde Staten.[149]
- Hope Jahren, Amerikaanse geochemicus en geobioloog.[150]
- Kay Redfield Jamison, Amerikaanse klinisch psycholoog, hoogleraar psychiatrie en schrijfster.[151]
- Jang Keun Suk, Zuid-Koreaanse acteur en zanger.[152]
- Jill Janus, Amerikaanse heavy metal zangeres.[153]
- Adam Jasinski, tv-persoonlijkheid.[154]
- Andrew Johns, Australische rugby league-speler.[155]
- Eddie Johnson, Amerikaanse basketballer.[156]
- Linea Johnson, Amerikaanse auteur.[157]
- Daniel Johnston, muzikant, singer-songwriter en beeldend kunstenaar.[158]
- Bij Lucia Joyce, dochter van schrijver James Joyce.[159]
- Sarah Joyce, Britse singer-songwriter.[160]
- Helmi Juvonen, Amerikaanse kunstenaar en schilder.[161]

## K
- Frida Kahlo, Mexicaanse schilder.[162]
- Krizz Kaliko, Amerikaanse hiphopmuzikant.[163]
- Antonie Kamerling, Nederlandse acteur en zanger.[164]
- Kannadasan, Indiaanse filosoof en dichter.[165]
- Chris Kanyon, Amerikaanse professioneel worstelaar.[166]
- Margarita Karapanou, Griekse romanschrijfster.
- Kerry Katona, Engelse televisiepresentator, schrijver, tijdschriftcolumnist en voormalig popzangeres van de meidenband Atomic Kitten.[167]
- Patrick J. Kennedy, voormalig lid van het Huis van Afgevaardigden van de Verenigde Staten.[168]
- Morio Kita, Japanse psychiater, romanschrijver en essayist.[169]
- Margot Kidder, Canadees-Amerikaanse actrice.[170][171]
- Otto Klemperer, een in Duitsland geboren Amerikaanse dirigent en componist.[172]
- Cássia Kis, Braziliaanse actrice.[173]
- John Konrads, Australische freestyle-zwemmer.

## L
- David LaChapelle, Amerikaanse fotograaf, regisseur en kunstenaar.[174]
- Mary Lambert, Amerikaanse actrice, zangeres en schrijfster.[175]
- René Robert Cavelier de La Salle, Franse ontdekkingsreiziger.[176]
- Yung Lean, Zweedse rapper en zanger.[177]
- Kiana Ledé, Amerikaanse singer-songwriter en actrice.[178]
- AJ Lee, Amerikaanse worstelaar en auteur.[179]
- Yoon Ha Lee, Koreaans-Amerikaanse sciencefictionschrijver.
- Lee Joon, Zuid-Koreaanse zanger en acteur.[180]
- Chyler Leigh, Amerikaanse actrice[181]
- Vivien Leigh, Engelse actrice.[182]
- Bernard Levin, Engelse journalist.[183]
- Jenifer Lewis, Amerikaanse actrice.[184]
- Bill Lichtenstein, journalist en documentaire-filmmaker.[185]
- Thomas Ligotti, Amerikaanse horrorauteur.[186]
- Bernard Loiseau, Franse chef-kok.[187][188]
- Demi Lovato, Amerikaanse zangeres, songwriter en actrice.[189]
- Ellen Joyce Loo, Hong Kongse zanger en songwriter.[190]
- Ada Lovelace, Britse wiskundige.[191][192]
- Ris Low, titelhouder van Miss Singapore World 2009.

## M
- Gustav Mahler, componist.[193]
- Tina Malone, Britse televisie actrice, schrijfster, regisseur en producent.[194][195]
- Jesse Zook Mann, Amerikaanse televisieproducent.[196]
- Johnny Manziel, Amerikaanse voetballer.[197]
- Jessica Marais, Zuid-Afrikaans-Australische actrice.[198][199]
- Emily Martin, sinoloog, antropoloog, feminist en professor aan de Universiteit Van New York.[200]
- Karen McCarthy, voormalig lid van de Huis van Afgevaardigden van de Verenigde Staten.[201]
- Arthur McIntyre, Australische kunstenaar.[202]
- Lenny McLean, Engelse bokser, uitsmijter, bodyguard, zakenman en acteur.[203]
- Kristy McNichol, actrice.[204]
- Burgess Meredith, acteur.[205]
- Randy Meisner, Amerikaanse muzikant.[206]
- H. V. Meyerowitz, kunstenaar, opvoeder en Britse koloniale bestuurder in Afrika.
- Dimitri Mihalas, astrofysicus.[207]
- Liz Miller, Britse arts, chirurg, campagnevoerder en schrijver.[208]
- Kate Millett, kunstenaar, activist en feministische schrijfster.[209]
- Eric Millegan, acteur.[210]
- Spike Milligan, komiek.[211]
- Valdemar Schønheyder Møller, Deense schilder.
- Melody Moezzi, activist, advocaat en auteur.[212]
- Seaneen Molloy, Noord-Ierse blogger.[213]
- Ben Moody, gitarist en muzikant.[214]
- Jonathan Morrell, Engelse radio-en televisieproducent.[215]
- Petr Muk, Tsjechische zangeres.[216]
- John A. Mulheren, Amerikaanse financier en filantroop.[217]
- Edvard Munch, Noorse schilder.[218]
- Robert Munsch, auteur.[219]
- Craig Murray, voormalig Britse ambassadeur in Oezbekistan en politiek activist.[220]

## N
- Kim Novak, actrice.[221]
- Jason Nash, youtuber.

## O
- Phil Ochs, singer-songwriter en politiek activist.[222]
- Bill Oddie, natuuronderzoeker, komiek en televisiepresentator.[223]
- Dolores O'Riordan, Ierse muzikant en singer-songwriter.[224]

## P
- Skyler Page, Amerikaanse animator.[225]
- Steven Page, voormalig zanger voor rockband Barenaked Ladies.[226]
- Nicola Pagett, acteur.[227]
- Jaco Pastorius, jazzmuzikant.[228]
- Jane Pauley, tv-presentator en journalist.[229][230]
- Ota Pavel, Tsjechische schrijver, journalist en sportverslaggever.
- Lynne Perrie, Engelse actrice, zangeres, komiek, presentator en auteur.[231]
- Jimmy Piersall, Amerikaanse honkbalspeler.[232]
- Carolina Díaz Pimente, Peruaanse journalist en activist voor geestelijke gezondheid.[233]
- William Pitt de Oudere, Britse staatsman.[234]
- Edgar Allan Poe, dichter en schrijver.[235]
- Benoît Poelvoorde, Belgische komiek en acteur.
- Jackson Pollock, Amerikaanse kunstenaar.[218]
- Odean Pope, Amerikaanse jazzmuzikant.[236]
- Gail Porter, Britse tv-presentator.[237]
- Amber Portwood, Amerikaanse reality-tv-persoonlijkheid.[238]
- Emil Post, Amerikaanse wiskundige en logica.[239]
- Genesis Potini, schaker.[240]
- Heinz Prechter, ondernemer en filantroop.
- Charley Pride, country artiest.[241]
- Aubrey Peeples, Amerikaanse actrice en zangeres.[242]

## Q
- A. B. Quintanilla, Amerikaanse platenproducer, songwriter en muzikant.[243]

## R
- Gabriele Rabel, botanicus en natuurkundige.[244]
- Nathan Rabin, Amerikaanse film- en muziekcriticus.[245]
- Mauro Ranallo, Canadese sportomroeper en commentator.[246]
- Bebe Rexha, zangeres en songwriter.[247]
- Reckful, Amerikaanse esports-speler, Twitch-streamer en youtuber.[248]
- Jason Ricci, Amerikaanse mondharmonicaspeler en zanger.[249]
- Alan Ritchson, Amerikaanse acteur.
- Lynn N. Rivers, lid van het Huis van Afgevaardigden van de Verenigde Staten.[250]
- Rene Rivkin, ondernemer.
- Chappell Roan, Amerikaanse singer-songwriter.[251][252]
- Barret Robbins, voormalig American football-speler.[253]
- Bij Svend Robinson, Canadese politicus.[254]
- Heleen van Royen, Nederlandse schrijfster.[255]
- John Ruskin, Engelse kunstcriticus, kunstmecenas, tekenaar, aquarellist, sociaal denker en filantroop.[256]
- Rene Russo, Amerikaanse actrice, producent en voormalig model.[257]

## S
- Gary Lee Sampson, Amerikaanse moordenaar.[258]
- Alex Sangha, Canadese maatschappelijk werker en documentairefilmproducent.[259]
- Rob Scallon, Amerikaanse youtuber, muzikant en multi-instrumentalist.[260]
- Cher Scarlett, Amerikaanse software-ingenieur, arbeidersrechtenactivist en zakelijke klokkenluider.[261]
- Francesco Scavullo, kunstenaar en modefotograaf.[262]
- Robert Schumann, Duitse componist.[263][264][265]
- Katja Schuurman, Nederlandse televisiepresentatrice.[266]
- Tommy Lynn Sells, Amerikaanse seriemoordenaar.[267]
- Anne Sexton, Amerikaanse dichter.
- Paul Sharits, beeldend kunstenaar.[268]
- Charlie Sheen, Amerikaanse acteur.[269]
- Nina Simone, Amerikaanse zangeres.[270]
- Naomi Sims, Amerikaanse model, zakenvrouw en auteur.[271]
- Frank Sinatra, Amerikaanse zanger en acteur.[272]
- Yo Yo Honey Singh, Indiase rapper, muziekproducer, zanger en filmacteur.[273]
- Sushant Singh Rajput, Indiase acteur.[274][275]
- Michael Slater, Internationale Australische cricketer.[276][277]
- Tony Slattery, acteur en komiek.[81]
- Tim Smith, rugbyspeler.[278]
- Charlene Soraia, Britse singer-songwriter en muzikant.[279]
- Britney Spears, Amerikaanse zangeres, songwriter en danseres.
- Phil Spector, Amerikaanse platenproducer.[280]
- Alonzo Spellman, Amerikaanse voetballer.[281]
- Dusty Springfield, Engelse popzanger.[282]
- Scott Stapp, frontman van de band Creed.[283]
- Peter Steele, frontman van de band Type O Negative.[284][285]
- Brody Stevens, Amerikaanse komiek.[286]
- ND Stevenson, cartoonist en animatieproducent.[287]
- David Strickland, acteur.[288]
- Michael Strunge, Deense dichter.[268]
- Gilbert Stuart, Amerikaanse schilder.[289]
- Poly Styreen, zangeres.[290]
- Stuart Sutherland, Britse psycholoog en schrijver.[291]
- Matthew Sweet, Amerikaanse singer-songwriter.[292][293]

## T
- Corey Taylor, Amerikaanse muzikant en frontman van Slipknot en Stone Sour.[294]
- Michael Thalbourne, Australische psycholoog en parapsycholoog.[295]
- Abbott Handerson Thayer, Amerikaanse kunstenaar en schilder.
- Debi Thomas, Olympische medaillewinnaar, voormalig kunstschaatser en arts.[296]
- Steven Thomas, Amerikaanse ondernemer.[297][298]
- Ron Thompson, Amerikaanse politicus.
- Gene Tierney, actrice.
- Taylor Tomlinson, Amerikaanse komiek.[299][300][301]
- Devin Townsend, muzikant van Strapping Young Lad.[302]
- Nick Traina, Amerikaanse zanger en zoon van de Amerikaanse schrijfster Danielle Steel.[303]
- Timothy Treadwell, Amerikaanse milieuactivist en berenliefhebber.[304][305]
- Margaret Trudeau, Canadese beroemdheid en ex-vrouw van de voormalig Canadese premier Pierre Trudeau.[306]
- Michael Tunn, Australische radiomoderator en televisiepresentator.[307]
- Ted Turner, Amerikaanse media zakenman en oprichter van CNN.[308]
- Mike Tyson, Amerikaanse bokser en mediapersoonlijkheid.[309]

## U
- Dimitrius Underwood, voormalig Amerikaanse footballspeler.[310]

## V
- Jean-Claude Van Damme, Belgische acteur en vechtsporter.[311]
- Townes Van Zandt, singer-songwriter.[312]
- Joseph Vásquez, Amerikaanse onafhankelijke filmmaker.
- Hanna Verboom, Nederlandse actrice en presentatrice.[313]
- Eric Victorino, zanger en auteur.[314]
- Byron Vincent, schrijver, artiest en presentator.[315]
- Mark Vonnegut, auteur en arts.[316]

## W
- James Wade, Engelse darter.[317]
- Ayelet Waldman, Israëlisch-Amerikaanse romanschrijfster en essayiste.[318]
- Dorothy Wall, Australische auteur en illustrator.[319]
- David Walliams, acteur, auteur en komiek.[320][321]
- Ruby Wax, Amerikaanse actrice, activiste voor geestelijke gezondheid, docent en auteur.[322]
- Scott Weiland, muzikant van Stone Temple Pilots en Velvet Revolver.[323]
- Pete Wentz, muzikant van Fall Out Boy.[324]
- Delonte West, Amerikaanse basketballer.[325]
- Kanye West, muzikant, muziekproducent, ondernemer en modeontwerper.[326]
- Norman Wexler, scenarioschrijver.[327]
- Mark Whitacre, zakenman.[328]
- Norbert Wiener, Amerikaanse wiskundige, filosoof en grondlegger van de cybernetica.[329][330]
- Brian Wilson, muzikant en oprichter van The Beach Boys.[331]
- Amy Winehouse, Engelse singer-songwriter.[332]
- Jonathan Winters, Amerikaanse komiek, acteur, auteur en kunstenaar.[333]
- Frank Gardiner Wisner, Amerikaanse jurist.[334]
- Will Wood, Amerikaanse singer-songwriter, componist, filmmaker en multimediakunstenaar.[335]
- Virginia Woolf, schrijfster.[336]

## X
- XXXTentacion, rapper, zanger en songwriter.[337]

## Y
- Lee Thompson Young, acteur.[338]
- Bert Yancey, Amerikaanse golfer.[339]
- Christian Yu, Australische singer-songwriter, rapper en regisseur.[340]

## Z
- Bruno Zehnder, Zwitserse fotograaf.[341]
- Catherine Zeta-Jones, Welshe actrice.[342]